# Węglów
Węglów – wieś w Polsce położona w województwie świętokrzyskim, w powiecie starachowickim, w gminie Wąchock.
W latach 1975–1998 miejscowość administracyjnie należała do województwa kieleckiego.
Wierni Kościoła rzymskokatolickiego należą do parafii Wniebowzięcia Najświętszej Maryi Panny i św. Floriana w Wąchocku.

## Turystyka
Skałka "Cygańska Kapa" - (Nr w rejestrze WKP - 242 ). Rok utworzenia: 1987 rok. Położenie: Leśnictwo Węglów, gm. Wąchock. Próg skalny o długości ok. 40 m., wysokości do 3,5 m. zbudowany z piaskowców dolnotriasowych. Od strony południowej silnie podcięty, co spowodowało powstanie dużego okapu (kapy) i nisz.